# Csavarttűjű fenyő
A csavarttűjű fenyő vagy csavarttűs fenyő (Pinus contorta) a fenyőfélék családjába tartozó Észak-Amerika nyugati részéről származó növényfaj.

## Származási helye
Észak-Amerika nyugati része, tengerparti dűnék, mocsarak.
Alaszkától Mexikóig nagyon elterjedt. Egyik hegyvidéki változata a 'var. latifolia' a 30 méteres magasságot is elérheti.

## Leírása
Terebélyes, kúpos 10 méter magasra megnövő örökzöld fenyő.
Kérge vörösbarna, kis lemezekre repedezett.
A levelei tűlevelek, csavartak, 5 cm hosszúak sötétzöldek vagy sárgászöldek. Sűrűn, párosával veszik körül a sima, zöldesbarna szárat.
A fiatal hajtásokon a sárgás porzós és a vörös termős tobozok a tavasz végén nyílnak. A toboz tojásdad 5 cm hosszú, világosbarna. Ághoz simul, csúcsa a törzs felé mutat. Pikkelyei a törékeny szálkáktól szúrósak. Az egyéves toboz zöld.

## Felhasználása
Kertekbe való ültetésre nemesített néhány fajtája:
- Pinus contorta ‘Compacta’ – lassú növekedésű
- Pinus contorta ‘Frisian Gold’ – aranysárga törpe

## Képek

Habitusa
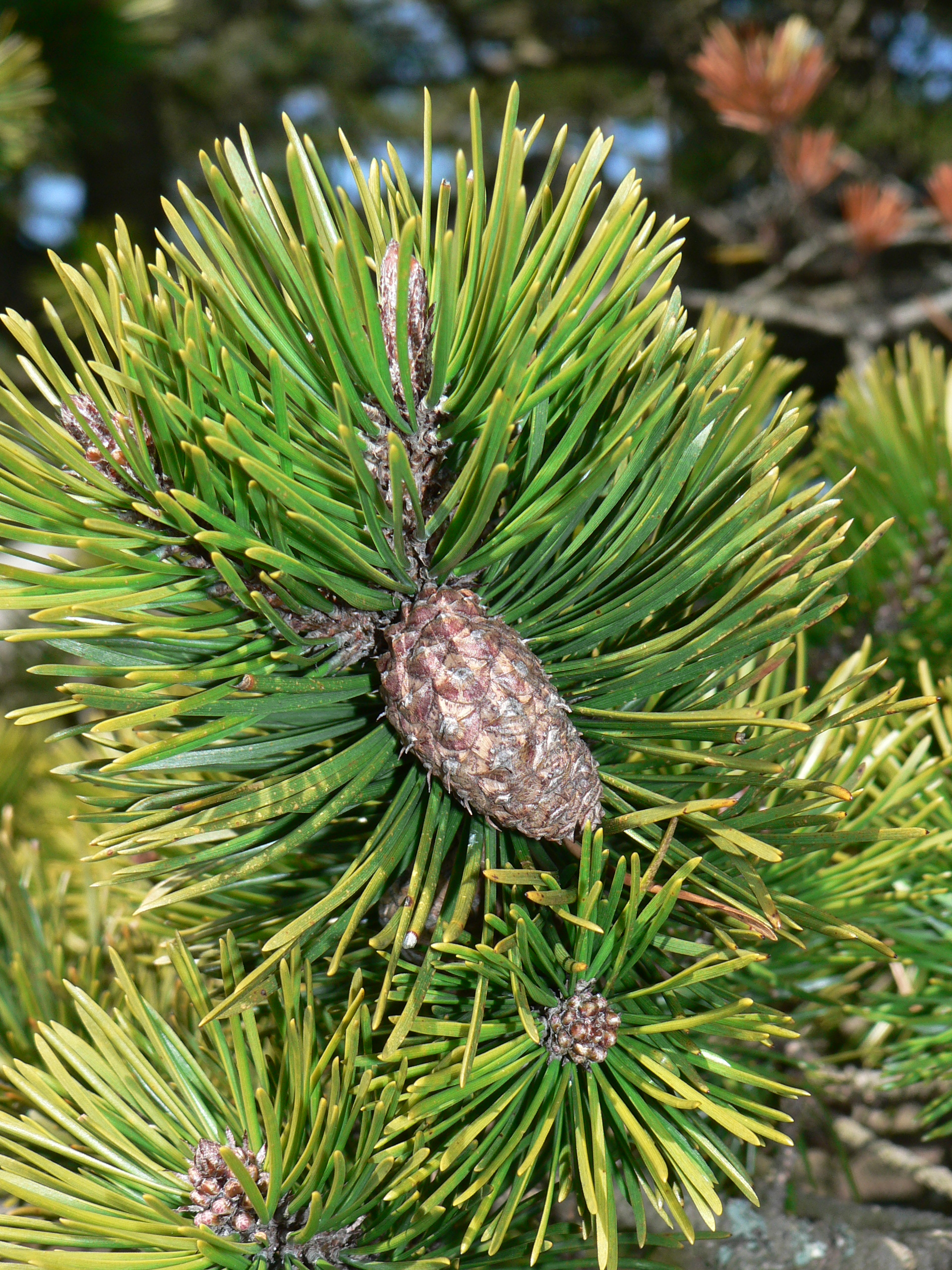
Levele
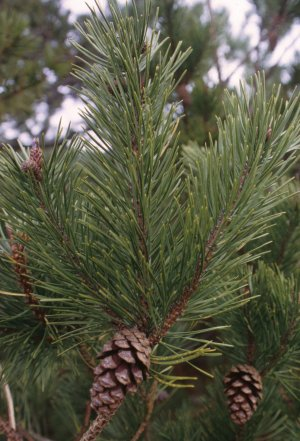
Toboza
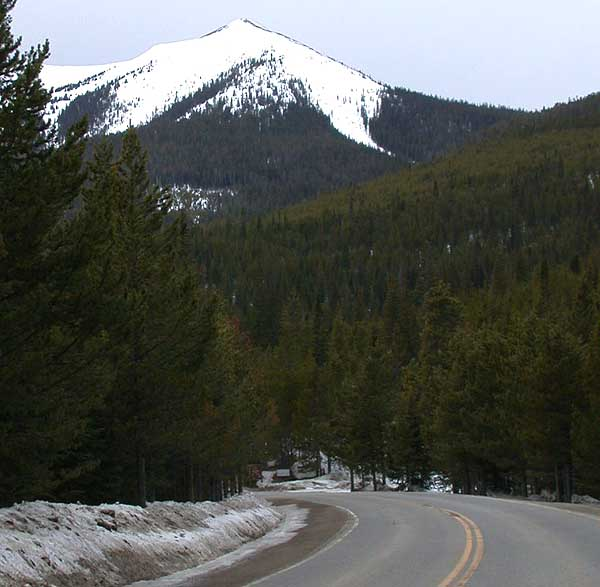
Hegyvidéki változatából álló erdő Colorádóban